# Мон Кео
Мон Кео (пом. 1633) — двадцять сьомий правитель королівства Лансанг.
Був молодшим сином короля Воравонґси II. Зійшов на трон 1627 року після смерті Потісарат II.
Його правління супроводжувалось постійними повстаннями та сутичками між прибічниками різних претендентів на престол Лансангу.
Помер 1633 року, після чого новим королем став його старший син Тоне Кхам.